# San Isidro de Gamboa
San Isidro de Gamboa es una localidad del estado mexicano de Guanajuato. Es parte del municipio de Apaseo el Alto.

## Toponimia
El nombre «San Isidro» hace referencia al santo patrono de la localidad: Isidro Labrador.

## Demografía
| Gráfica de evolución demográfica |
|                                  |

| Censo | Población |
| ----- | --------- |
| 1940  | 354       |
| 1950  | 444       |
| 1960  | 286       |
| 1970  | 695       |
| 1980  | 718       |
| 1990  | 816       |
| 2000  | 1 156     |
| 2010  | 1 131     |
| 2020  | 1 194     |